# 2019冠状病毒病上海市疫情时间线 (2020年)
本条目介绍2019冠状病毒病疫情于2020年在上海市的情况和确诊病例。

## 2020年1月
2020年1月18日，據南華早報報導，上海有一名疑似肺炎患者正接受監視檢查。1月19日，上海市卫生健康委员会工作人员回应称暂无可以对外发布的消息，并表示以官方信息为准，同时高度重视冠狀病毒病疫情的防控工作，加强对可疑病例筛查，积极防控2019冠狀病毒病。
1月20日（即第十五届上海市人民代表大会第三次会议闭幕日），中共上海市委副书记、上海市人民政府市长应勇在回答路透社记者提问时表示，目前上海市加强了对一些可疑病例的甄别和筛选，对一些可疑病例人员的密切接触人员，也采取了相应的防治措施。应勇还表示，上海市会进一步加强对公共卫生的重视，一旦上海发生确诊的此类病例，将依法依规及时向社会公布。
1月20日，据央视报道，上海有2例疑似患者，稍后上海市健康委员会证实其有首例确诊。
1月28日，上海市卫健委通报称，1月27日0-24时，上海市新增新型冠状病毒感染的肺炎确诊病例13例。截至1月27日24时，上海市累计发现确诊病例66例，其中男性35例，女性31例；年龄最大88岁，最小7岁。累计确诊病例中，27例有湖北居住史、23例有湖北旅行史、16例有相关确诊病例接触史；外地来沪人员33例，上海市常住人口33例。目前60例病情平稳，2例病情危重，3例出院，1例死亡。同日下午，经上海市专家组会诊，上海第4例新型冠状病毒感染的肺炎患者痊愈出院。
1月29日上午，上海市卫健委通报称，1月28日0—24时，上海市新增新型冠状病毒感染的肺炎确诊病例14例。其中外地来沪人员7例，本市常住人口7例。同日下午，上海市卫健委通报称，1月29日0—12时，上海市新增新型冠状病毒感染的肺炎确诊病例16例，其中1例为危重病例。。当日出院的患者为上海本地户籍居民，有湖北旅行史。
1月30日上午，上海市卫健委通报称，1月29日12—24时，上海市新增新型冠状病毒感染的肺炎确诊病例5例。其中外地来沪人员1例，本市常住人口4例。同日下午，上海市卫健委通报称，1月30日0—12时，上海市新增新型冠状病毒感染的肺炎确诊病例11例，其中外地来沪人员3例，本市常住人口8例。
1月31日上午，上海市卫健委通报称，1月30日12—24时，上海市新增确诊病例16例，其中外地来沪人员7例，本市常住人口9例。外地来沪人员中有1例从安徽来沪探亲，之前已有因咳嗽等症状就医史。同日下午通报1月31日0—12时新增确诊病例7例，其中外地来沪人员4例，本市常住人口3例；新增治愈出院4例。4名治愈出院的患者中，1名为上海户籍、2名为湖北户籍、1名为浙江户籍。

## 2020年2月
- 2020年2月5日，探访上海交通大学医学院附属新华医院发热患者专用CT室
- 2020年2月6日，上海近10%确诊患者治愈出院
- 2020年2月14日，上海6位新冠肺炎治愈者愿献血 1位患者准备用血浆治疗
- 2020年2月23日，出院率超74% 张文宏：“上海方案”就是集中优势资源多学科救治
- 2020年2月29日，专访张文宏：新冠肺炎全球蔓延非常令人忧虑

2月1日上午，上海市卫健委通报称，1月31日12—24时，上海市新增确诊病例18例，其中外地来沪人员6例，本市常住人口12例。同日下午，1例武汉籍女子痊愈出院，稍后通报2月1日0—12时新增确诊病例16例，其中外地来沪人员5例，本市常住人口11例。
2月2日上午，上海市卫健委通报称，2月1日12—24时，上海市新增确诊病例8例，其中1例病情危重。确诊病例中，外地来沪人员1例，本市常住人口7例。同日下午通报2日0—12时新增确诊病例5例，其中重症1例。确诊病例均为本市常住人口。
2月3日上午，上海市卫健委通报称，2月2日12—24时，上海市新增确诊病例11例，其中湖北武汉来沪人员2例，本市常住人口9例。确诊病例中，男性101例，女性92例；年龄最大88岁，最小7岁。同日下午通报2月3日0—12时，上海市新增确诊病例10例，其中一例7月龄，其中湖北武汉来沪人员3例，本市常住人口7例。
2月4日上午，上海市卫健委通报称，2月3日12—24时，上海市新增确诊病例5例，其中1例重症。新增确诊病例均为本市常住人口。同日下午通报2月4日0—12时新增确诊病例11例，其中1例重症。新增治愈出院2例。新增确诊病例中，2例为外地来沪人员，9例为本市常住人口。累計12例出院。
2月5日上午，上海市卫健委通报称，2月4日12—24时，上海市新增确诊病例14例，其中3例为外地来沪人员，11例为本市常住人口。同日下午通报，2月5日0—12时，新增治愈出院3例；新增确诊病例10例，其中1例重症。新增确诊病例中，2例为外地来沪人员，8例为本市常住人口。
2月6日上午，上海市卫健委通报称，2月5日12—24时，上海市新增确诊病例11例，其中2例为外地来沪人员，9例为本市常住人口。同日下午通报2月6日0—12时新增确诊病例3例，其中1例为外地来沪人员，2例为本市常住人口；新增治愈出院10例。
2月7日上午，上海市卫健委通报称，2月6日12—24时，新增确诊病例12例，其中3例为外地来沪人员，9例为本市常住人口。同日下午通报，2月7日0—12时，新增治愈出院5例；新增确诊病例8例，其中1例为外地来沪人员，7例为本市常住人口。
2月8日上午，上海市卫健委通报称，2月7日12—24时，上海市新增确诊病例4例，其中1例为外地来沪人员，3例为本市常住人口。同日下午通报新增治愈出院11例；新增确诊病例5例，其中2例为外地来沪人员，3例为本市常住人口。
2月9日上午，上海市卫健委通报称，2月8日12—24时，上海市新增确诊病例6例，其中1例为外地来沪人员，5例为本市常住人口。同日下午通报2月9日0—12时，新增确诊病例1例（嘉定区），新增治愈出院3例。
2月10日上午，上海市卫健委通报称，2月9日12—24时，上海市新增确诊病例2例，均为本市常住人口（宝山区、闵行区各1例）。同日下午通报2月10日0—12时，新增治愈出院4例；新增确诊病例4例，均为本市常住人口（闵行区2例、嘉定区1例、金山区1例）。截至2月10日12时，上海市已累计发现确诊病例299例。确诊病例中，男性156例，女性143例；年龄最大88岁，最小7月龄；142例有湖北居住或旅行史，24例有湖北以外地区居住或旅行史，130例有相关病例接触史，3例正在流行病学调查中；外地来沪人员97例（武汉来沪人员66例、湖北其他地区来沪人员23例、黑龙江省1例、安徽省2例、湖南省1例、陕西省1例、甘肃省1例、江苏省2例），本市常住人员202例（浦东新区56例、长宁区11例、静安区16例、徐汇区16例、虹口区7例、闵行区17例、青浦区5例、黄浦区5例、宝山区18例、嘉定区8例、奉贤区9例、松江区14例、金山区3例、杨浦区7例、普陀区8例、崇明区2例）。230例病情平稳，10例病情危重，10例重症，48例治愈出院，1例死亡。
2月10日下午，上海市疫情防控工作领导小组新闻发布会上公布了一起旅行团中的聚集性疫情案例。该家庭4位成员于1月10日在武汉办理赴欧签证，曾到华南海鲜市场附近就餐。该家庭在1月16日至28日随团赴欧旅行，父亲于1月27日在法国被确诊为2019冠状病毒病，女儿留法陪护，后于1月29日也被确诊。1月28日航班抵达上海浦东国际机场后，出现2名可疑病例，之后送往医疗机构就诊。2名病例先后于1月30日和2月1日被确诊为2019冠状病毒病，至此该家庭所有成员全部确诊。
2月12日上午，上海市卫健委通报称，2月12日0—12时，上海市新增治愈出院4例；新增确诊病例5例，均为上海市常住人口。截至2月12日12時，上海累計发现确诊病例311例。57例治愈出院，1例死亡。
2月13日上午，上海市卫健委通报称，累計确诊病例315例。62例治愈出院，1例死亡。
2月14日上午，上海市衛健委通報稱，累計確診病例318例，90例治愈出院，1例死亡。
2月15日上午，上海市衛健委通報稱，累計确诊病例326例。124例治愈出院，1例死亡。
2月16日上午，上海累計确诊病例328例。140例治愈出院，1例死亡。
2月17日上午，上海累計确诊病例332例，161例治愈出院，1例死亡。
2月18日上午，上海累計确诊病例333例，177例治愈出院，1例死亡。
2月19日上午，上海累計确诊病例333例，186例治愈出院，2例死亡。新增死亡病例为女性，79岁，既往有高血压、脑梗史，合并有多脏器功能不全，病情危重，经全力抢救无效，于当日凌晨死亡。
2月20日下午，上海新增确诊病例1例，为确诊病例密切接触者；新增治愈出院13例，其中1例为7月龄婴儿。
2月21日下午，上海发现确诊病例334例。211例治愈出院，2例死亡。
2月22日下午，上海发现确诊病例335例。227例治愈出院，3例死亡。
2月23日下午，上海共有249例治愈出院。
2月24日下午，上海共有261例治愈出院。
2月25日下午，上海发现确诊病例336例。268例治愈出院，3例死亡。
2月26日下午，上海共有272例治愈出院。
2月27日下午，上海发现确诊病例337例，276例治愈出院。
2月28日下午，上海共有279例治愈出院。
2月29日下午，上海新增8名出院病例。

## 2020年3月
- 2020年3月3日，上海发放四国语言“融情卡” 助涉外社区防控疫情
- 2020年3月11日 上海首批支援武汉医生、驻守金银潭医院的郑永华：不破病魔终不还
- 2020年3月25日 住院患者12小时按92次铃 上海援汉女护士周萍诠释何为周到护理
- 2020年3月27日 探访上海普陀区石泉路街道的品尊国际社区严守防疫闭环“最后一米”：装门磁 设布防图

3月1日上午，上海新增3名出院病例。
3月2日上午，上海新增2名出院病例。
3月3日上午，上海共有338例確診病例，其中294例治愈出院；3例死亡。。
3月4日上午，上海共有338例確診病例，其中298例治愈出院；3例死亡。。
3月5日上午，上海新增1例确诊病例，为境外输入型病例；新增治愈出院5例。
3月6日上午，上海新增3例确诊病例，为境外输入型病例；新增治愈出院3例。
截至3月7日12时，上海市发现确诊病例342例。313例治愈出院；3例死亡。
3月8日上午，上海新增治愈出院1例。
3月9日上午，上海新增治愈出院1例。
3月10日上午，上海新增治愈出院4例；新增2例來自義大利的确诊病例。
3月11日上午，上海累計確診344例，320例治愈出院，3例死亡。
3月12日上午，上海新增治愈出院1例。同日下午新增2例境外输入确诊病例，分别从美国和意大利输入。
3月13日上午，上海市累计发现确诊病例346例，上海新增治愈出院3例。同日下午，中国国际航空由法兰克福机场飞往上海浦东机场的CA936次航班降落后，共发现4名有发热症状的旅客和2名报告服用过感冒药的旅客。6名旅客及其4名同行者已由120救护车转送至指定医疗机构接受进一步排查与诊治。同日，上海新增4例來自義大利的确诊病例。
3月14日上午，上海新增2例境外输入确诊病例，分别来自法国和西班牙。同日下午，新增1例境外输入确诊病例，来自意大利。
3月15日，上海新增2例境外输入型新型冠状病毒肺炎确诊病例，分别来自意大利和英国。
3月16日，上海报告3例境外输入性确诊病例，新增治愈出院1例。同日下午，上海市卫健委宣布自3月17日起，疫情信息由每日发布两次调整为每日发布一次；将境外输入性病例单列统计发布，不再纳入本地统计范围。
3月17日，上海發現3例境外输入性确诊病例。1例本地病例出院。
3月18日，上海發現2例境外输入性确诊病例，1例出院。
3月19日，上海發現8例境外输入性确诊病例。
3月20日，上海發現9例境外输入性确诊病例。
3月21日，上海發現14例境外输入性确诊病例；治愈出院1例，死亡1例。
3月22日，上海新增1例确诊病例出院。同時上海报告10例境外输入性确诊病例。
3月23日，上海新增1例确诊病例出院。同日上海新增1例境外输入关联确诊病例，新增9例境外输入输入性确诊病例。
3月24日，上海1例新型冠状病毒肺炎病例出院。新增境外输入病例19例，新增死亡1例。
3月25日，上海报告18例境外输入性确诊病例，累计报告境外输入性确诊病例112例。
3月26日，1例新型冠状病毒肺炎病例出院。上海新增17例境外输入确诊病例。
3月27日，3例确诊病例出院。新增17例境外输入性确诊病例，累计146例。现有16例境外输入性疑似病例排查中。
3月28日，新增境外输入7例。
3月29日，新增境外输入6例。
3月30日，上海4例确诊病例出院。新增11名境外輸入病例。
3月31日，上海3例确诊病例出院。新增境外输入7例，死亡1例。。

## 2020年4月
4月1日，上海报告6例境外输入性确诊病例，治愈出院2例。
4月2日，报告4例境外输入性确诊病例。截至4月2日24时，累计报告本地确诊病例339例，治愈出院327例，死亡6例。累計报告境外输入性确诊病例187例。
4月3日，5例患者出院。报告3例境外输入性确诊病例。
4月4日，有8例确诊病例出院。报告2例境外输入性确诊病例。
4月5日，27例患者出院。报告5例境外输入性病例。
4月6日，报告2例境外输入性确诊病例。新增治愈出院6例。
4月7日，17例新型冠状病毒肺炎病例出院。报告5例境外输入性确诊病例。新增死亡1例。
4月8日，上海报告9例境外输入性确诊病例。新增治愈出院11例。
4月9日，新增3例境外输入性确诊病例。新增治愈出院5例。
4月10日，新增13例治愈病例。
4月11日，有3例确诊病例出院，共计438例治愈出院。同日报告52例境外输入性确诊病例，其中51例确诊病例为乘坐航班SU208从俄罗斯入境上海。
4月12日，新增境外输入11例，其中9例为航班SU208乘客确诊。报告11例境外输入性确诊病例。
4月13日，12例患者出院。
4月14日，报告4例境外输入性确诊病例。10例患者出院。
4月15日，17例患者出院。报告6例境外输入性确诊病例。
4月16日，有4例确诊病例出院。
4月17日，23例患者出院。
4月18日，4例患者出院。报告7例境外输入性确诊病例。
4月19日，新增境外输入3例，5例确诊病例出院。
4月20日，9例确诊病例出院。
4月21日，报告1例境外输入性确诊病例。
4月22日，有2例确诊病例出院。报告1例境外输入性确诊病例。
4月23日，有1例確診病例出院。报告1例境外输入性确诊病例。
4月24日，有14例病例出院。
4月25日，有11例病例出院。报告1例境外输入性确诊病例。
4月26日，有10例确诊病例出院。
4月27日，有13例确诊病例出院。报告2例境外输入性确诊病例。
4月28日，有3例确诊病例出院。报告1例境外输入性确诊病例。
4月29日，有13例确诊病例出院。新增境外輸入2例。
4月30日，有2例治愈患者出院。新增境外输入5例。

## 2020年5月
5月1日，13例确诊病例痊愈出院。
5月2日，上海报告1例境外输入性确诊病例。新增治愈出院1例（即最后一名武汉来沪人员确诊病例，该患者治愈后，另有其他基础疾病转至专科病房治疗），至此上海已无境内原发在院病例。
5月3日，上海新增2例境外輸入病例；治愈出院2例。
5月4日，4例境外輸入确诊病例出院。报告1例境外输入性确诊病例。新增治愈出院4例，其中来自俄罗斯3例，来自美国1例。
5月5日，上海有1例确诊病例出院。
5月6日，新增1例境外输入病例，来自美国。
5月7日，3例境外輸入确诊病例出院。
5月9日，3例境外輸入确诊病例出院。新增2例境外输入病例，均来自美国。
5月10日，1例境外輸入确诊病例出院。
5月12日，4例境外輸入确诊病例出院。新增1例境外输入病例，来自英国。
5月13日，2例境外輸入确诊病例出院。
5月14日，5例境外輸入确诊病例出院。
5月15日，2例境外輸入确诊病例出院。新增5例境外输入性确诊病例，其中4人为从日本出发的邮轮工作人员，另一人来自阿联酋。
5月16日，1例境外輸入确诊病例出院。
5月17日，新增1例湖北来沪确诊病例。患者5月14日晚来沪求职，5月15日主动前往东方医院南院申请实验室检测，因血清学检测结果为阳性，当日即被隔离留观，期间出现症状。5月17日，经市疾病预防控制中心核酸检测为阳性。综合流行病学史、临床症状、实验室检测和影像学检查结果等，诊断为确诊病例。潜江市新冠疫情防控指挥部协查后发现，该患者为21岁大学生，就读于中南财经政法大学，1月21日前在上海实习，实习结束后返回老家，一直至5月14日晚返回上海，当晚从上海虹桥站下车后搭乘地铁2号线至浦东新区麦居宾馆，期间全程佩戴口罩。这是时隔75天后，上海市再度出现本土确诊病例。
5月19日，1例境外輸入确诊病例出院。
5月20日，新增1例确诊病例，为国家卫健委当日上午通报的本土疑似病例转确诊。该患者为47岁女性，武汉籍，此次来沪为陪同其丈夫就医。同日下午，有3例确诊病例出院，共计645例治愈出院。
5月22日，1例境外患者治愈出院。
5月23日，报告1例境外输入性确诊病例，来自美国。
5月24日，1例境外输入性病例出院。
5月25日，报告1例境外输入性确诊病例，来自英国；新增治愈出院4例，其中来自日本3例，来自英国1例。
5月26日，报告1例境外输入性确诊病例，来自新加坡；新增治愈出院1例，来自日本。
5月27日，2例确诊病例出院，其中一例为本土确诊病例，另一例为境外输入病例。新增境外输入确诊病例1例，来自墨西哥。
5月29日，2例新型冠状病毒肺炎病例出院；报告1例境外输入性确诊病例，来自阿联酋。

## 2020年6月
6月1日，3例确诊病例出院，其中一例为本地确诊病例，另外两例为境外输入性病例；报告1例境外输入性确诊病例，来自英国。
6月2日，1例确诊病例出院。
6月4日，新增4例境外输入性确诊病例；新增治愈出院1例，来自英国。
6月5日，1例确诊病例出院。
6月6日，1例确诊病例出院。
6月7日，报告1例境外输入性确诊病例。
6月9日，1例确诊病例出院。
6月10日，新增境外输入病例6例，其中美国输入1例、印度输入1例、巴基斯坦输入4例。
6月11日，1例确诊病例出院；新增境外输入确诊病例5例。
6月12日，新增境外输入确诊病例1例，来自英国。
6月13日，新增境外输入确诊病例1例，来自墨西哥。
6月14日，新增境外输入确诊病例1例，来自美国；新增治愈出院1例，来自美国。
6月15日，报告3例境外输入性确诊病例。
6月17日，1例确诊病例出院，新增2例境外输入性确诊病例，均来自巴基斯坦。
6月19日，新增境外输入1例，来自加拿大。
6月21日，新增3例境外输入性确诊病例，其中1例为美国输入，2例为印度输入（外籍人士）。
6月22日，新增治愈出院1例，来自英国。
6月23日，新增境外输入确诊病例2例，其中1例来自英国，另1例来自印度。
6月24日，新增治愈出院1例，来自美国。
6月25日，新增境外输入2例，治愈出院2例。
6月26日，新增境外输入1例，治愈出院2例。
6月27日，报告1例境外输入性确诊病例。新增治愈出院1例。
6月28日，报告1例境外输入性确诊病例，来自西班牙。
6月29日，新增境外输入性确诊病例3例及关联病例1例。

## 2020年7月
7月1日，报告1例境外输入性确诊病例，来自墨西哥。新增治愈出院2例，其中来自墨西哥1例，来自印度1例。
7月2日，报告1例境外输入性确诊病例，来自埃塞俄比亚。新增治愈出院1例，来自美国。
7月3日，报告1例境外输入性确诊病例，来自法国。新增治愈出院3例，其中来自巴基斯坦2例，来自英国1例。
7月4日，报告1例境外输入性确诊病例，来自俄罗斯。
7月6日，报告2例境外输入性确诊病例。新增治愈出院4例，其中来自巴基斯坦3例，来自印度1例。
7月7日，新增治愈出院3例，其中来自美国2例，来自南苏丹1例。
7月8日，报告3例境外输入性确诊病例。新增治愈出院1例。
7月9日，报告1例境外输入性确诊病例，来自法国。
7月11日，报告2例境外输入性确诊病例。
7月12日，报告1例境外输入性确诊病例，来自墨西哥。
7月13日，报告3例境外输入性确诊病例；新增治愈出院1例，来自英国。
7月14日，报告3例境外输入性确诊病例。
7月15日，报告1例境外输入性确诊病例，来自赞比亚；新增治愈出院1例，来自赞比亚。
7月16日，报告1例境外输入性确诊病例，来自菲律宾。新增治愈出院3例，其中来自巴基斯坦2例，来自英国1例。
7月17日，新增治愈出院5例，其中来自巴基斯坦3例，来自法国1例，来自印度1例。
7月18日，新增治愈出院2例，其中来自加拿大1例，来自南苏丹1例。
7月19日，新增治愈出院5例，其中来自墨西哥2例，来自美国1例，来自英国1例，境外输入关联病例1例。
7月20日，报告2例境外输入性确诊病例。新增治愈出院2例。
7月21日，報告2例境外輸入性確診病例。新增治愈出院1例，來自巴基斯坦。
7月22日，报告1例境外输入性确诊病例，来自美国。新增治愈出院2例，其中来自印度1例，来自埃塞俄比亚1例。
7月23日，报告1例境外输入性确诊病例，来自赞比亚。新增治愈出院1例，来自俄罗斯。
7月24日，报告2例境外输入性确诊病例。
7月25日，新增治愈出院4例，其中来自印度1例，来自美国1例，来自墨西哥1例，来自新加坡1例。
7月26日，新增治愈出院1例，来自法国。
7月27日，报告2例境外输入性新冠肺炎确诊病例。新增治愈出院1例，来自俄罗斯。
7月28日，报告1例境外输入性确诊病例。新增治愈出院1例，来自美国。
7月30日，新增治愈出院1例，来自美国。
7月31日，报告4例境外输入性病例。新增治愈出院2例，其中来自墨西哥1例，来自新加坡1例。

## 2020年8月
8月1日，报告1例境外输入性确诊病例。新增治愈出院3例。
8月3日，报告1例境外输入性确诊病例。新增治愈出院2例，其中来自菲律宾1例，来自坦桑尼亚1例。
8月4日，报告2例境外输入性确诊病例。
8月5日，报告5例境外输入性确诊病例。
8月6日，报告7例境外输入性确诊病例。新增治愈出院1例。
8月7日，报告2例境外输入性确诊病例。新增治愈出院1例，来自新加坡。
8月8日，报告2例境外输入性确诊病例。新增治愈出院1例，来自赞比亚。
8月9日，报告18例境外输入性确诊病例，均来自阿联酋；新增治愈出院1例，来自美国。
8月10日，报告8例境外输入性确诊病例，均来自阿联酋；新增治愈出院3例，其中来自新加坡2例，来自俄罗斯1例。
8月11日，报告4例境外输入性确诊病例。新增治愈出院3例，其中来自巴西1例，来自巴基斯坦1例，来自菲律宾1例。
8月12日，报告2例境外输入性新冠肺炎确诊病例。
8月13日，上海通报了一例新冠肺炎治愈数月后复阳病例。当日上海共报告16例境外输入性确诊病例，其中14例为浦东机场入境旅客，另2例为船员；新增治愈出院2例，其中来自美国1例，来自菲律宾1例。
8月14日，报告4例境外输入性确诊病例，新增治愈出院1例，来自新加坡。
8月15日，报告5例境外输入性确诊病例。新增治愈出院5例，均来自阿联酋。
8月16日，报告3例境外输入性确诊病例。新增治愈出院4例，其中来自菲律宾3例，来自阿联酋1例。
8月17日，报告14例境外输入性确诊病例。新增治愈出院3例，其中来自埃塞俄比亚1例，来自玻利维亚1例，来自阿联酋1例。
8月18日，报告8例境外输入性确诊病例。新增治愈出院2例，其中来自阿联酋1例，来自新加坡1例。
8月19日，15例新型冠状病毒肺炎病例康复出院。当日报告1例境外输入性确诊病例。
8月20日，报告11例境外输入性确诊病例。新增治愈出院8例，均来自阿联酋。
8月21日，报告13例境外输入性确诊病例。新增治愈出院6例，其中来自阿联酋3例，来自菲律宾1例，来自日本1例，来自新加坡1例。
8月22日，新增治愈出院3例，其中来自阿联酋2例，来自菲律宾1例。
8月23日，10例新型冠状病毒肺炎病例出院。报告5例境外输入性确诊病例。
8月24日，报告2例境外输入性确诊病例。新增治愈出院3例，其中来自阿联酋2例，来自塞内加尔1例。
8月25日，报告4例境外输入性确诊病例。新增治愈出院6例，其中来自科威特1例，来自英国1例，来自菲律宾1例，来自科特迪瓦1例，来自几内亚1例，来自台湾1例。
8月26日，报告2例境外输入性确诊病例。新增治愈出院2例，其中来自美国1例，来自俄罗斯1例。
8月27日，有12例新冠肺炎病人出院。当日报告3例境外输入性确诊病例。
8月28日，报告3例境外输入性确诊病例。新增治愈出院7例，其中来自阿联酋4例，来自新加坡2例，来自美国1例。
8月29日，报告3例境外输入性确诊病例，其中1例来自台湾，2例来自俄罗斯。新增治愈出院3例，均来自菲律宾。
8月30日，报告6例境外输入性确诊病例，其中1例来自几内亚，1例来自马尔代夫，4例来自伊拉克。新增治愈出院6例，其中来自埃塞俄比亚2例，来自英国2例，来自菲律宾1例，来自科特迪瓦1例。
8月31日，报告1例境外输入性确诊病例，来自美国。新增治愈出院5例，分别来自英国2例，来自埃塞俄比亚1例，来自南苏丹1例，来自土耳其1例。

## 2020年9月

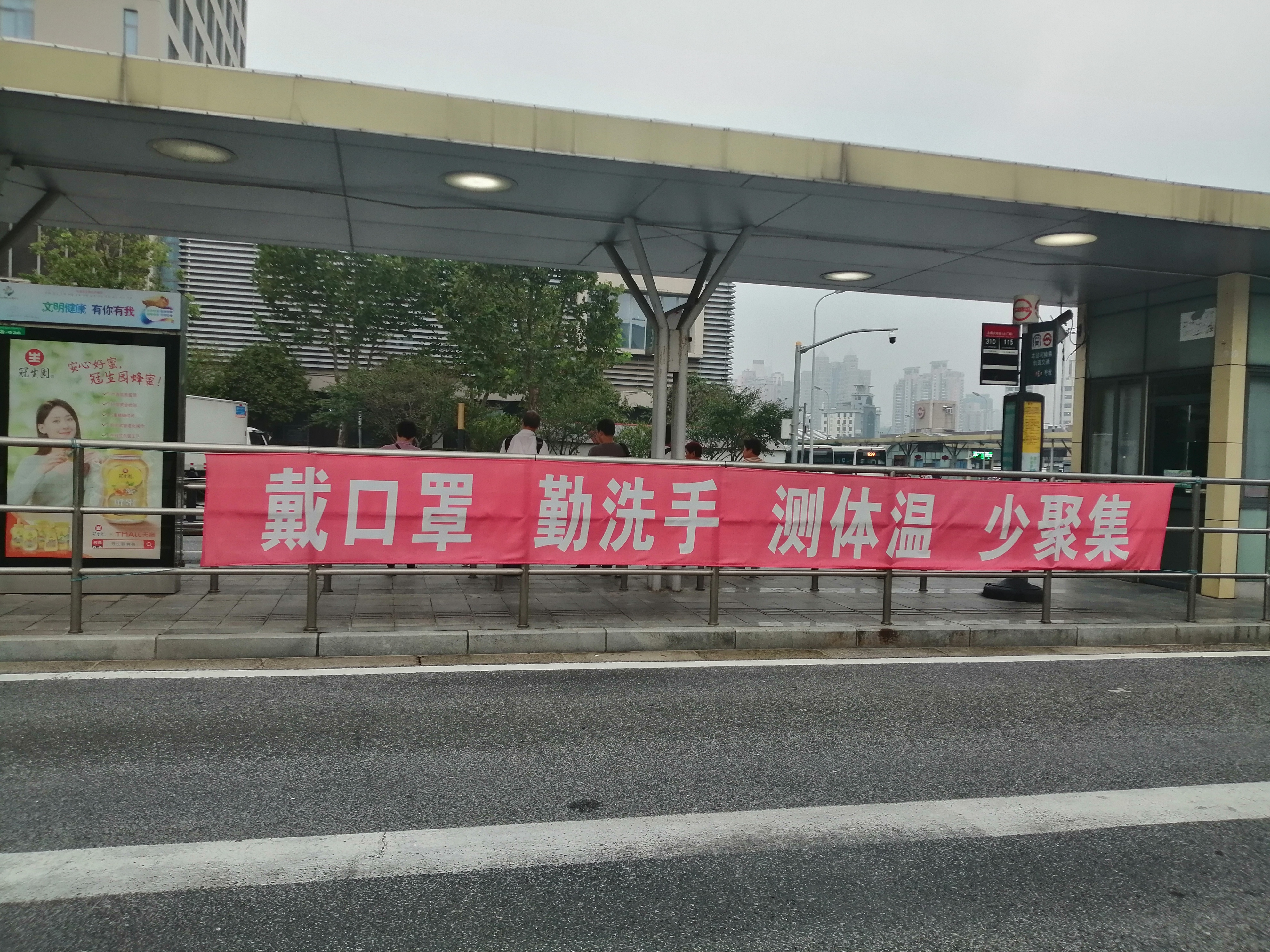
2020年9月，上海站北广场公交总站旁的防疫宣传标语

9月1日，报告4例境外输入性确诊病例，分别来自俄罗斯、英国、美国和印度。新增治愈出院2例，其中来自加拿大1例，来自埃塞俄比亚1例。
9月2日，无新增确诊病例。新增治愈出院7例，其中来自英国2例，来自美国2例，来自新加坡2例，来自台湾地区1例。
9月3日，报告5例境外输入性确诊病例，分别来自新加坡、几内亚、马里、美国和菲律宾。新增治愈出院5例，其中来自英国2例，来自巴西1例，来自印度1例，来自乌干达1例。
9月4日，报告3例境外输入性确诊病例，其中2例来自菲律宾，1例来自印度。新增治愈出院6例，其中来自新加坡3例，来自英国1例，来自美国1例，来自厄瓜多尔1例。
9月5日，报告2例境外输入性确诊病例，均为菲律宾籍船员。新增治愈出院6例，分别来自英国4例，来自菲律宾1例，来自塞内加尔1例。
9月6日，报告4例境外输入性确诊病例，分别来自厄瓜多尔、美国、菲律宾和新加坡。新增治愈出院3例，其中来自英国2例，来自菲律宾1例。
9月7日，无新增确诊病例。新增治愈出院3例，其中来自英国1例，来自美国1例，来自巴西1例。
9月8日，报告1例境外输入性确诊病例，来自新加坡。新增治愈出院3例，其中来自英国1例，来自俄罗斯1例，来自台湾1例。
9月9日，报告6例境外输入性确诊病例。新增治愈出院2例，其中来自俄罗斯1例，来自几内亚1例。
9月10日，报告8例境外输入性确诊病例，其中1例来自贝宁，1例来自赞比亚，6例来自菲律宾。新增治愈出院6例，其中来自英国2例，来自美国2例，来自菲律宾1例，来自日本1例。
9月11日，报告2例境外输入性确诊病例，均来自菲律宾。新增治愈出院4例，其中来自英国1例，来自俄罗斯1例，来自美国1例，来自印度1例。
9月12日，报告3例境外输入性确诊病例，分别来自菲律宾、美国和法国。新增治愈出院3例，其中来自英国2例，来自印度1例。
9月13日，报告5例境外输入性确诊病例，其中2例来自菲律宾，另外3例分别来自美国、塞内加尔和几内亚。新增治愈出院7例，其中来自加拿大1例，来自伊拉克1例，来自新加坡1例，来自几内亚1例，来自马里1例，来自美国1例，来自菲律宾1例。
9月14日，报告1例境外输入性确诊病例，来自乌克兰。新增治愈出院3例，其中来自菲律宾2例，来自印度1例。
9月15日，报告2例境外输入性确诊病例。新增治愈出院4例。
9月16日，报告4例境外输入性确诊病例，其中2例来自新加坡，1例来自赤道几内亚，1例来自印度。新增治愈出院5例，其中来自阿联酋1例，来自厄瓜多尔1例，来自新加坡1例，来自美国1例，来自菲律宾1例。
9月17日，报告12例境外输入性确诊病例，其中9例来自菲律宾，2例来自牙买加，1例来自印度。
9月18日，报告2例境外输入性确诊病例，分别来自印度和美国。新增治愈出院1例，来自英国。
9月19日，报告4例境外输入性新冠肺炎确诊病例。新增治愈出院6例。
9月20日，报告2例境外输入性新冠肺炎确诊病例，分别来自埃及和几内亚。新增治愈出院3例，均来自菲律宾。
9月21日，报告1例境外输入性新冠肺炎确诊病例，来自菲律宾。新增治愈出院4例，其中来自菲律宾3例，来自赞比亚1例。
9月23日，报告2例境外输入性新冠肺炎确诊病例，分别来自香港和新加坡。新增治愈出院3例，其中来自伊拉克1例、来自菲律宾1例、来自美国1例。
9月24日，报告4例境外输入性新冠肺炎确诊病例，其中1例来自美国、1例来自加蓬、2例来自埃塞俄比亚。新增治愈出院2例，其中来自菲律宾1例，来自法国1例。
9月25日，无新增确诊病例。新增治愈出院4例，其中来自菲律宾2例，来自俄罗斯1例，来自几内亚1例。
9月26日，报告1例境外输入性确诊病例，来自美国。新增治愈出院2例，其中来自印度1例，来自新加坡1例。
9月27日，报告10例境外输入性确诊病例，其中1例来自尼日尔，1例来自土耳其，8例来自菲律宾。新增治愈出院2例，其中来自菲律宾1例，来自新加坡1例。
9月28日，报告5例境外输入性确诊病例，其中1例来自英国，2例来自菲律宾，2例来自日本。新增治愈出院3例，其中来自菲律宾2例，来自印度1例。
9月29日，报告2例境外输入性确诊病例，均来自菲律宾。新增治愈出院3例，其中来自菲律宾1例，来自美国1例，来自俄罗斯1例。
9月30日，报告7例境外输入性确诊病例，其中1例来自阿联酋，1例来自土耳其，1例来自加拿大，1例来自刚果（金），1例来自几内亚，2例来自埃塞俄比亚。新增治愈出院5例，其中来自伊拉克1例，来自菲律宾1例，来自赤道几内亚1例，来自法国1例，来自埃及1例。

## 2020年10月
10月1日，报告1例境外输入性新冠肺炎确诊病例。新增治愈出院3例。
10月2日，报告4例境外输入性确诊病例，分别来自乍得、克罗地亚、瑞士和巴西。新增治愈出院3例，其中来自美国1例，来自菲律宾1例，来自巴西1例。
10月3日，報告1例境外輸入性確診病例，来自英国。新增治愈出院2例，其中來自英國1例，來自香港1例。
10月4日，报告10例境外输入性确诊病例，其中5例来自俄罗斯，其余分别来自加纳、西班牙、美国、毛里塔尼亚、亚美尼亚。新增治愈出院2例，其中来自菲律宾1例，来自新加坡1例。
10月5日，报告2例境外输入性确诊病例，分别来自美国和菲律宾。新增治愈出院1例，来自伊拉克。
10月6日，报告1例境外输入性确诊病例，来自俄罗斯。新增治愈出院2例，其中来自几内亚1例，来自加蓬1例。
10月7日，报告5例境外输入性确诊病例，其中2例来自埃塞俄比亚，其余分别来自俄罗斯、美国和法国。新增治愈出院6例，其中来自菲律宾4例，来自阿联酋1例，来自土耳其1例。
10月8日，报告6例境外输入性新冠肺炎确诊病例。新增治愈出院5例。
10月9日，报告2例境外输入性新冠肺炎确诊病例，分别来自菲律宾和日本。新增治愈出院5例，其中来自菲律宾4例，来自尼日尔1例。
10月10日，报告10例境外输入性新冠肺炎确诊病例，新增治愈出院4例，其中来自塞内加尔1例，来自菲律宾1例，来自刚果(金)1例，来自埃塞俄比亚1例。
10月11日，报告5例境外输入性新冠肺炎确诊病例，其中2例来自俄罗斯，其余分别来自沙特阿拉伯、乍得和阿尔巴尼亚。新增治愈出院1例，来自美国。
10月12日，报告3例境外输入性新冠肺炎确诊病例，分别来自捷克、美国和英国。新增治愈出院4例，其中来自菲律宾1例，来自乍得1例，来自克罗地亚1例，来自瑞士1例。
10月13日，报告5例境外输入性新冠肺炎确诊病例，其中2例来自比利时，其余分别来自日本、瑞士和法国。新增治愈出院3例，其中来自美国1例，来自英国1例，来自加纳1例。
10月14日，新增境外输入病例3例，分别来自波兰、孟加拉国、菲律宾。新增治愈出院5例，其中来自俄罗斯2例，来自美国1例，来自加纳1例，来自亚美尼亚1例。
10月15日，报告11例境外输入性新冠肺炎确诊病例，其中9例来自埃塞俄比亚，其余分别来自俄罗斯和英国。新增治愈出院3例，其中来自菲律宾1例，来自俄罗斯1例，来自几内亚1例。
10月16日，报告5例境外输入性新冠肺炎确诊病例，其中4例来自菲律宾，另1例来自德国。新增治愈出院1例，来自俄罗斯。
10月17日，报告5例境外输入性新冠肺炎确诊病例，其中2例来自美国，其余分别来自英国、意大利和尼日利亚。新增治愈出院6例，其中来自菲律宾2例，来自毛里塔尼亚1例，来自法国1例，来自美国1例，来自埃塞俄比亚1例。
10月18日，报告5例境外输入性新冠肺炎确诊病例，分别来自波黑、哥伦比亚、俄罗斯、法国和斯洛文尼亚。新增治愈出院8例（其中2例曾为重症患者，经多学科专家团队积极救治后治愈），其中来自埃塞俄比亚4例，来自贝宁1例，来自法国1例，来自乌克兰1例，来自菲律宾1例。
10月19日，报告5例境外输入性新冠肺炎确诊病例，分别来自美国、埃塞俄比亚、西班牙、马尔代夫和埃及。新增治愈出院2例，其中来自埃塞俄比亚1例，来自菲律宾1例。
10月20日，报告2例境外输入性新冠肺炎确诊病例，分别来自罗马尼亚和阿联酋。新增出院8例，分别来自俄罗斯3例，来自美国2例，来自埃塞俄比亚1例，来自土耳其1例，来自叙利亚1例。
10月21日，报告8例境外输入性新冠肺炎确诊病例，其中5例来自埃塞俄比亚，其余分别来自法国、以色列和阿根廷。新增治愈出院5例，其中来自俄罗斯3例，来自菲律宾1例，来自沙特阿拉伯1例。
10月22日，报告9例境外输入性新冠肺炎确诊病例，其中3例来自英国、3例来自埃塞俄比亚，其余分别来自保加利亚、墨西哥和塞尔维亚。治愈出院2例，其中来自美国1例，来自英国1例。
10月23日，报告9例境外输入性新冠肺炎确诊病例，其中来自以色列和菲律宾各2例，其余分别来自埃塞俄比亚、比利时、乌克兰、德国和俄罗斯。新增治愈出院3例，其中来自牙买加1例，来自瑞士1例，来自比利时1例。
10月24日，报告5例境外输入性新冠肺炎确诊病例，其中2例来自匈牙利，其余分别来自菲律宾、阿根廷和法国。新增治愈出院3例，其中俄罗斯1例，来自孟加拉国1例，来自菲律宾1例。
10月25日，报告11例境外输入性新冠肺炎确诊病例，其中来自英国和埃塞俄比亚均为2例，其余分别来自西班牙、日本、阿联酋、巴基斯坦、塞尔维亚、埃及和意大利。新增治愈出院11例，其中来自埃塞俄比亚6例，来自俄罗斯2例，来自摩洛哥1例，来自菲律宾1例，来自阿尔巴尼亚1例。
10月26日，报告3例境外输入性新冠肺炎确诊病例，分别来自菲律宾、乌克兰和英国。新增治愈出院1例，来自菲律宾。
10月27日，报告7例境外输入性新冠肺炎确诊病例，分别来自法国、塞尔维亚、瑞士、英国、埃塞俄比亚、沙特阿拉伯和阿联酋。新增治愈出院2例，其中来自英国1例，来自尼日利亚1例。
10月28日，报告6例境外输入性新冠肺炎确诊病例，其中来自沙特阿拉伯和英国各2例，其余分别来自意大利和马里。新增治愈出院1例，来自埃塞俄比亚。
10月29日，报告13例境外输入性新冠肺炎确诊病例，其中8例来自菲律宾，2例来自西班牙，其余分别来自哥伦比亚、也门、摩洛哥。新增治愈出院10例，其中来自埃塞俄比亚3例，来自日本2例，来自阿根廷1例，来自埃及1例，来自菲律宾1例，来自美国1例，来自英国1例。
10月30日，报告8例境外输入性新冠肺炎确诊病例，其中4例来自菲律宾，其余分别来自哥伦比亚、意大利、墨西哥和美国。新增治愈出院8例，其中来自法国2例，来自阿联酋1例，来自埃塞俄比亚1例，来自俄罗斯1例，来自哥伦比亚1例，来自捷克1例，来自英国1例。
10月31日，报告5例境外输入性新冠肺炎确诊病例，分别来自比利时、阿根廷、西班牙、以色列、阿联酋。新增治愈出院7例，其中来自埃塞俄比亚2例，来自波兰1例，来自法国1例，来自菲律宾1例，来自土耳其1例，来自乍得1例。

## 2020年11月
11月1日，报告6例境外输入性新冠肺炎确诊病例，其中来自也门和牙买加各2例，其余分别来自巴基斯坦和英国。新增治愈出院11例，其中来自菲律宾2例，来自日本2例，来自埃塞俄比亚1例，来自保加利亚1例，来自法国1例，来自罗马尼亚1例，来自马来西亚1例，来自塞尔维亚1例，来自英国1例。
11月2日，报告9例境外输入性新冠肺炎确诊病例，其中3例来自美国，2例来自阿根廷，其余分别来自埃塞俄比亚、菲律宾、阿联酋和香港。新增出院11例，其中来自埃塞俄比亚3例，来自美国2例，来自英国2例，来自俄罗斯1例，来自菲律宾1例，来自乌克兰1例，来自西班牙1例。
11月3日，报告4例境外输入性新冠肺炎确诊病例，其中2例来自阿根廷，其余分别来自匈牙利和法国。新增治愈出院5例，其中来自西班牙1例，来自波黑1例，来自以色列1例，来自菲律宾1例，来自匈牙利1例。
11月4日，报告8例境外输入性新冠肺炎确诊病例，分别来自波兰、法国、英国、巴基斯坦、阿联酋、阿根廷、墨西哥和荷兰。新增治愈出院10例，其中来自美国2例，来自英国2例，来自埃及1例，来自埃塞俄比亚1例，来自巴基斯坦1例，来自日本1例，来自西班牙1例，来自匈牙利1例。
11月5日，报告15例境外输入性新冠肺炎确诊病例，其中6例来自乌兹别克斯坦，3例来自摩洛哥，2例来自美国，其余分别来自刚果（金）、法国、西班牙和英国。新增治愈出院5例，其中来自德国2例，来自埃塞俄比亚1例，来自菲律宾1例，来自塞尔维亚1例。
11月6日，报告11例境外输入性新冠肺炎确诊病例，其中7例来自乌兹别克斯坦，其余分别来自荷兰、安哥拉、德国和丹麦。新增治愈出院6例，其中来自埃塞俄比亚2例，来自阿联酋1例，来自法国1例，来自沙特阿拉伯1例，来自以色列1例。
11月7日，报告7例境外输入性新冠肺炎确诊病例，其中来自法国和乌兹别克斯坦各2例，其余分别来自俄罗斯、马里和英国。新增治愈出院14例，其中来自菲律宾8例，来自以色列2例，来自马里1例，来自美国1例，来自沙特阿拉伯1例，来自也门1例。
11月8日，报告13例境外输入性新冠肺炎确诊病例，其中来自马里、法国、英国各2例，其余分别来自孟加拉国、意大利、乌兹别克斯坦、几内亚、巴基斯坦、匈牙利和马尔代夫。新增治愈出院7例，其中来自英国2例，来自阿联酋1例，来自巴基斯坦1例，来自菲律宾1例，来自西班牙1例，来自也门1例。
11月9日，上海出現1例本地病例，為51歲男性，从事浦东机场搬运工作。此外，上海报告4例境外输入性新冠肺炎确诊病例，分别来自英国、乌兹别克斯坦、几内亚和美国。新增治愈出院8例，其中来自菲律宾3例，来自埃塞俄比亚1例，来自波兰1例，来自墨西哥1例，来自乌克兰1例，来自意大利1例。
11月10日，上海市疾控中心发布消息称，9日确诊的新冠肺炎病例共有密切接触者186人，已落实隔离观察，已采样送检186人，检测结果均阴性；已筛查相关人员8717人，已采样送检8717人，检测结果均阴性；环境样本采集524份，已检测524份，检测结果均阴性。当日，上海报告5例境外输入性新冠肺炎确诊病例，其中2例来自塞尔维亚（夫妻关系），其余分别来自乌兹别克斯坦、菲律宾和乌克兰。新增治愈出院3例，其中来自比利时1例，来自墨西哥1例，来自西班牙1例。
11月11日，报告4例境外输入性新冠肺炎确诊病例，分别来自几内亚、厄瓜多尔、阿富汗和阿联酋。新增治愈出院3例，其中来自牙买加2例，来自也门1例。
11月12日，报告3例境外输入性新冠肺炎确诊病例，其中2例来自英国，1例来自沙特阿拉伯。新增治愈出院7例，其中来自阿根廷2例，来自美国2例，来自埃塞俄比亚1例，来自菲律宾1例，来自香港1例。
11月13日，报告5例境外输入性新冠肺炎确诊病例，其中来自美国和西班牙各2例，来自荷兰1例。新增治愈出院3例，其中来自意大利2例，来自阿根廷1例。
11月14日，报告1例境外输入性新冠肺炎确诊病例，来自西班牙。新增治愈出院7例，其中来自阿根廷3例，来自阿联酋1例，来自巴基斯坦1例，来自荷兰1例，来自马尔代夫1例。
11月15日，无新增境外输入性新冠肺炎确诊病例，无新增本地新冠肺炎确诊病例。新增治愈出院9例，其中来自乌兹别克斯坦4例，来自法国2例，来自刚果金1例，来自美国1例，来自摩洛哥1例。
11月16日，报告4例境外输入性新冠肺炎确诊病例，分别来自美国、法国、西班牙和日本。新增治愈出院15例，其中来自乌兹别克斯坦7例，来自安哥拉1例，来自丹麦1例，来自俄罗斯1例，来自哥伦比亚1例，来自荷兰1例，来自斯洛文尼亚1例，来自西班牙1例，来自英国1例。
11月17日，报告4例境外输入性新冠肺炎确诊病例，分别来自菲律宾、西班牙、瑞士和英国。新增治愈出院9例，其中来自乌兹别克斯坦3例，来自法国2例，来自英国2例，来自阿根廷1例，来自墨西哥1例。
11月18日，报告1例境外输入性新冠肺炎确诊病例，来自法国。新增治愈出院8例，其中来自法国2例，来自马尔代夫1例，来自孟加拉国1例，来自摩洛哥1例，来自匈牙利1例，来自意大利1例，来自英国1例。
11月19日，报告4例境外输入性新冠肺炎确诊病例，分别来自俄罗斯、意大利、西班牙和法国。新增治愈出院8例，其中来自乌兹别克斯坦3例，来自巴基斯坦1例，来自德国1例，来自几内亚1例，来自美国1例，来自英国1例。
11月20日，浦东新区卫健委报告两例疑似新冠肺炎病例。当晚9时，经市疾控中心新冠病毒核酸检测，结果均为阳性。经市级专家会诊，结合临床、影像学表现和实验室核酸检测结果，诊断为新冠肺炎确诊病例。此外，当日上海报告9例境外输入性新冠肺炎确诊病例，其中来自德国和巴基斯坦各2例，其余分别来自菲律宾、美国、乌克兰、英国和日本。新增治愈出院8例，其中来自阿联酋1例，来自俄罗斯1例，来自加拿大1例，来自马里1例，来自美国1例，来自塞尔维亚1例，来自乌克兰1例，来自乌兹别克斯坦1例。
11月21日，在上海市新冠肺炎疫情防控記者會上，公布了新增2例确诊病例的详情。丈夫在上海浦東機場工作，是UPS上海國際轉運中心西區貨運站安檢員；妻子在上海浦東醫院從事護理工作。當局已追踪到兩宗確診個案在滬密切接觸者86人（其中家屬6人），已全部完成首次核酸採樣，結果均為陰性。並已對在浦東醫院的4015名工作人員、病患及陪護人員進行隔離觀察，並全部進行了核酸採樣送檢，截至21日8時30分，已完成檢測3233人，結果均為陰性。另採集該個案工作場所環境樣本進行核酸檢測，結果為陰性。同日晚，上海市卫健委发布消息，上海已追踪到兩宗確診個案密切接触者91人，其中在沪90人，在外地（江苏扬州）1人，核酸检测结果均为阴性。密接的密接213人，核酸检测结果均为阴性。相关筛查人员15416人，检测结果15415人为阴性，1人为阳性。该核酸检测呈阳性人员为男性，29岁，系11月20日确诊病例吴某某机场货运站同事，作为筛查对象进行核酸检测。11月21日晚，经市疾控中心新冠病毒核酸检测复核，结果为阳性。经市级专家会诊，结合临床、影像学表现和实验室新冠病毒核酸检测结果，诊断为新冠肺炎确诊病例。此外，上海报告3例境外输入性新冠肺炎确诊病例，其中2例来自美国，1例来自英国。新增治愈出院2例，其中来自阿联酋1例，来自阿富汗1例。
11月22日上午，浦东新区卫健委在对此前确诊病例密切接触者排查中发现2例新冠肺炎可疑病例。病例曹某某，为46岁男子，系11月20日确诊病例吴某某在浦东机场西区货运站同事。病例张某某，为30岁女子，系11月21日确诊病例王某妻子。同日下午，经市、区疾控中心对上述2人进行新冠病毒核酸检测，结果均为阳性。经市级专家会诊，结合临床、影像学表现和实验室核酸检测结果，均被诊断为新冠肺炎确诊病例。此外，当日上海市报告1例境外输入性新冠肺炎确诊病例，来自德国。新增治愈出院3例，其中来自比利时1例，来自美国1例，来自沙特阿拉伯1例。当晚，上海浦东国际机场组织所有相关人员进行集体核酸检测，各货运站及货运区域所有人员连夜参与，場面一度混亂。截至23日6时，共採樣超過16,700份。
11月23日，上海市疾控中心副主任孙晓冬表示，11月9日上海确诊的1例新冠肺炎病例王某某，共排查并管理密切接触者28人、密接的密接190人、一般接触者51名，筛查病例相关人员9617人，上述人员新冠病毒核酸检测均为阴性。共采集工作地、居住地等环境样本1428份，经开展新冠病毒核酸检测，结果均为阴性；与王某某相关联的兰某，11月10日在安徽阜阳确诊。对相关人员进行筛查，新冠病毒核酸检测结果均为阴性。上述2例病例曾于10月30日共同进入并清理过一个自北美地区运返回沪后的航空集装器，清理时2人均未佩戴口罩。经基因测序，2例病例基因高度同源，与北美流行株高度相似。同日晚，上海市卫健委发布消息，浦东机场于22日晚对17719名相关人员开展核酸检测，其中1人结果为阳性。新增的阳性人员章某，为36岁男子，系位于浦东机场西区货运站的联邦快递（中国）有限公司上海分公司工作人员。经市、区疾控中心新冠病毒核酸检测，结果为阳性。经市级专家会诊，结合临床、影像学表现和实验室核酸检测结果，被诊断为新冠肺炎确诊病例。此外，上海报告3例境外输入性新冠肺炎确诊病例，其中2例来自英国，1例来自日本。新增治愈出院6例，其中来自西班牙2例，来自法国1例，来自几内亚1例，来自美国1例，来自英国1例。
11月24日，报告2例境外输入性新冠肺炎确诊病例，分别来自法国和瑞士。新增治愈出院7例，其中来自比利时1例，来自波兰1例，来自俄罗斯1例，来自荷兰1例，来自马里1例，来自塞尔维亚1例，来自意大利1例。
11月25日，报告5例境外输入性新冠肺炎确诊病例，分别来自加拿大、法国、阿联酋、美国和西班牙。新增治愈出院4例，其中来自沙特阿拉伯1例，来自匈牙利1例，来自西班牙1例，来自法国1例。
11月26日，报告3例境外输入性新冠肺炎确诊病例，其中2例来自法国，1例来自丹麦。
11月27日，无新增确诊病例。新增治愈出院4例（其中1例曾为重症患者，经多学科专家团队积极救治后治愈），其中来自阿联酋1例，来自菲律宾1例，来自英国1例，来自美国1例。
11月28日，报告3例境外输入性新冠肺炎确诊病例，其中2例来自俄罗斯，1例来自美国。新增治愈出院9例，其中来自瑞士2例，来自西班牙2例，来自英国2例，来自法国1例，来自哥伦比亚1例，来自塞尔维亚1例。
11月29日，松江区在对新冠病毒核酸检测“愿检尽检”对象服务过程中，发现一人检测结果可疑。医疗机构即按规定对其进行隔离留观和检查，并开展流行病学调查。同时，对相关人员和环境开展排查、采样检测和健康观察等。截至目前，没有发现新冠肺炎病例。当日，上海报告5例境外输入性新冠肺炎确诊病例，其中2例来自美国，其余分别来自俄罗斯、意大利和日本。新增治愈出院6例，其中来自厄瓜多尔1例，来自美国1例，来自西班牙1例，来自意大利1例，来自英国1例，本地确诊1例。
11月30日，报告2例境外输入性新冠肺炎确诊病例，分别来自美国和英国。新增治愈出院5例，其中来自西班牙1例，来自菲律宾1例，来自德国1例，来自乌克兰1例，来自英国1例。

## 2020年12月
12月1日，报告1例境外输入性新冠肺炎确诊病例，来自日本。新增治愈出院2例，其中来自日本1例，来自美国1例。
12月2日，报告8例境外输入性新冠肺炎确诊病例，其中3例来自美国，2例来自英国，其余分别来自法国、瑞士和阿联酋。新增治愈出院1例，来自摩洛哥。
12月3日，报告9例境外输入性新冠肺炎确诊病例，其中3例来自西班牙，其余分别来自法国、意大利、保加利亚、乌克兰、柬埔寨和美国。新增治愈出院5例，分别来自日本2例，来自菲律宾1例，来自美国1例，来自德国1例。
12月4日，报告3例境外输入性新冠肺炎确诊病例，分别来自肯尼亚、北马其顿和乌兹别克斯坦。新增治愈出院3例（其中1例曾为重症患者，经多学科专家团队积极救治后治愈），分别来自英国2例，来自摩洛哥1例。
12月5日，报告6例境外输入性新冠肺炎确诊病例，其中5例来自俄罗斯，1例来自美国。新增治愈出院3例，其中1例为境外输入病例（来自瑞士），2例为本地确诊病例。
12月6日，报告6例境外输入性新冠肺炎确诊病例，其中5例来自俄罗斯，其余来自美国和英国。新增治愈出院3例，其中来自阿联酋1例，来自法国1例，来自西班牙1例。
12月7日，在上海市疫情防控记者会上，通报了6例确诊病例溯源结果。6例病例病毒基因型均为L型欧洲家系分支Ⅱ.1，基因型完全一致，均为当前境外流行株，提示感染来源为接触境外航空器环境或人员。当日上海报告4例境外输入性新冠肺炎确诊病例，其中2例来自英国，其余分别来自格鲁吉亚和匈牙利。新增治愈出院5例，其中来自英国3例，来自法国1例，来自丹麦1例。
12月8日，报告6例境外输入性新冠肺炎确诊病例，分别来自英国、俄罗斯、加拿大、克罗地亚、葡萄牙和瑞士。新增治愈出院1例，来自马里。
12月9日，报告9例境外输入性新冠肺炎确诊病例，其中4例来自瑞士，2例来自美国，其余分别来自塞尔维亚、日本和法国。新增治愈出院2例，其中来自日本1例，来自美国1例。
12月10日，报告5例境外输入性新冠肺炎确诊病例，其中2例来自法国，其余分别来自法国、瑞士和西班牙。
12月11日，报告5例境外输入性新冠肺炎确诊病例，分别来自德国、西班牙、捷克、俄罗斯和英国。新增治愈出院4例，其中来自几内亚1例，来自德国1例，来自俄罗斯1例，来自美国1例。
12月12日，报告10例境外输入性新冠肺炎确诊病例，其中7例来自俄罗斯，2例来自美国，1例来自瑞士。新增治愈出院3例，其中来自瑞士1例，来自法国1例，来自美国1例。
12月13日，报告7例境外输入性新冠肺炎确诊病例，其中4例来自俄罗斯，其余分别来自德国、西班牙和英国。新增治愈出院4例，其中来自西班牙2例，来自瑞士1例，来自法国1例。
12月14日，报告3例境外输入性新冠肺炎确诊病例，其中3例来自俄罗斯，1例来自日本。新增治愈出院6例，其中来自德国2例，来自英国1例，来自法国1例，来自阿联酋1例，本地确诊1例。
12月15日，报告3例境外输入性新冠肺炎确诊病例，其中2例来自英国，1例来自俄罗斯。新增治愈出院4例，其中来自俄罗斯1例，来自意大利1例，来自保加利亚1例，来自瑞士1例。
12月16日，报告6例境外输入性新冠肺炎确诊病例，其中4例来自美国，其余分别来自法国和意大利。新增治愈出院6例，其中来自俄罗斯5例，来自美国1例。
12月17日，报告4例境外输入性新冠肺炎确诊病例，分别来自阿联酋、俄罗斯、德国和安哥拉。新增出院3例，其中来自俄罗斯1例，来自西班牙1例，来自英国1例。
12月18日，报告8例境外输入性新冠肺炎确诊病例，其中2例来自西班牙，其余分别来自阿联酋、美国、印度、匈牙利、以色列和英国。新增治愈出院4例，其中来自俄罗斯3例，来自瑞士1例。
12月19日，报告11例境外输入性新冠肺炎确诊病例，其中来自西班牙、美国、白俄罗斯各2例，其余分别来自法国、意大利、以色列、英国和德国。新增治愈出院10例，其中来自瑞士3例，来自美国2例，来自日本2例，来自俄罗斯1例，来自匈牙利1例，来自塞尔维亚1例。
12月20日，报告8例境外输入性新冠肺炎确诊病例，均来自俄罗斯。新增治愈出院5例，其中来自英国2例，来自法国1例，来自西班牙1例，来自葡萄牙1例。
12月21日，报告6例境外输入性新冠肺炎确诊病例，其中4例来自俄罗斯，其余分别来自斯洛文尼亚和美国。新增治愈出院1例（本地确诊）。
12月22日，报告12例境外输入性新冠肺炎确诊病例，其中来自加拿大7例（均为同一家庭），来自美国及俄罗斯各2例，来自英国1例。新增治愈出院6例，其中来自英国1例，来自捷克1例，来自西班牙1例，来自柬埔寨1例，来自乌克兰1例，来自克罗地亚1例。
12月23日，报告6例境外输入性新冠肺炎确诊病例，其中来自加拿大2例（与12月22日确诊的加拿大来沪7例病例为同一家庭），其余分别来自美国、塞尔维亚、法国和瑞士。新增治愈出院4例，其中来自俄罗斯2例，来自法国1例，来自加拿大1例。
12月24日，报告4例境外输入性新冠肺炎确诊病例，分别来自美国、阿联酋、印度和西班牙。新增治愈出院5例，其中来自俄罗斯3例，来自美国1例，来自西班牙1例。
12月25日，报告5例境外输入性新冠肺炎确诊病例，其中3例来自阿联酋（为同一家庭），其余分别来自英国和巴西。新增治愈出院3例，其中来自俄罗斯2例，来自瑞士1例。
12月26日，报告4例境外输入性新冠肺炎确诊病例，其中2例来自美国，其余分别来自法国和日本。新增治愈出院7例，其中来自俄罗斯4例，来自巴基斯坦1例，来自美国1例，来自意大利1例。
12月27日，报告2例境外输入性新冠肺炎确诊病例，分别来自英国和意大利。新增治愈出院7例，其中来自英国4例，来自法国1例，来自俄罗斯1例，来自阿联酋1例。
12月28日，报告4例境外输入性新冠肺炎确诊病例，其中2例来自匈牙利，其余分别来自斯里兰卡和美国。新增治愈出院5例，其中来自美国2例，来自俄罗斯1例，来自西班牙1例，来自阿联酋1例。
12月29日，报告7例境外输入性新冠肺炎确诊病例，其中3例来自美国，其余分别来自法国、瑞士、土耳其及保加利亚。新增治愈出院11例，其中来自英国2例，来自德国1例，来自俄罗斯1例，来自白俄罗斯1例，来自西班牙1例，来自意大利1例，来自美国1例，来自以色列1例，来自印度1例，本地确诊1例。
12月30日，报告6例境外输入性新冠肺炎确诊病例，其中2例来自阿联酋，其余分别来自斯里兰卡、台湾、法国和德国。新增治愈出院5例，均来自俄罗斯。同日，中國疾病預防控制中心發布的研究報告顯示，上海發現首宗英國變種病毒確診病例，為一名23歲女學生。中疾控的報告稱，流行病學調查顯示，女學生報稱在英國期間沒有接觸過確診患者，也沒有購買冷凍食品，但她在公園跑步時沒有戴口罩。此外，她在候機期間也曾摘下口罩進食。中疾控病毒病所所長許文波接受央视受訪時表示，呼籲民眾不必恐慌，但他強調要加強個人防護意識，也要加強針對有輸入病例的醫院或定點隔離酒店的醫護和從業人員的防護。
12月31日，报告5例境外输入性新冠肺炎确诊病例，其中2例来自英国，其余分别来自新加坡、巴西和刚果金。新增治愈出院7例，其中来自俄罗斯2例，来自巴基斯坦1例，来自加拿大1例，来自安哥拉1例，来自西班牙1例，来自斯洛文尼亚1例。

## 外部連結
- 新冠肺炎疫情防控（页面存档备份，存于）—上海市卫生健康委员会